# Epcos
Epcos AG è una società tedesca di componenti elettronici e sistemi elettronici.

## Storia
La società fu fondata nel 1999 dalla Siemens AG assieme alla giapponese Matsushita Components, già joint venture tra i due gruppi tedesco nipponici dal 1989. La quotazione in Borsa avvenne il 15 ottobre 1999 alla Borsa di Francoforte e alla Borsa di New York, con quote di Siemens e Matsushita al 12,5% ognuno. Nel 2006 Siemens vendette le sue quote di Epcos, così lo stesso anno Matsushita. La giapponese TDK Corporation prende il controllo della società mostra interesse nella società a luglio 2008.
Dopo l'acquisizione dell'ottobre 2009 la sede viene spostata in Giappone e nasce la TDK-EPC, con sede europea in Germania a Monaco.

## Sedi
In Germania Epcos ha sedi a Heidenheim an der Brenz (condensatori, induttori e ferriti), Berlino (sensori), e Monaco (SMD). Nel mondo ha sedi in Brasile (Gravataí), Finlandia (Espoo), Spagna (Malaga), India (Bawal, Nashik,  Kalyani West Bengal), Ungheria (Szombathely), Austria (Deutschlandsberg), USA (Palo Alto), Repubblica Ceca (Šumperk), Malaysia, Singapore e Cina.